# Jerauld County
Jerauld County ist ein County im Bundesstaat South Dakota der Vereinigten Staaten. Das U.S. Census Bureau hat bei der Volkszählung 2020 eine Einwohnerzahl von 1663 ermittelt. Der Sitz der Countyverwaltung (County Seat) ist in Wessington Springs.

## Geographie
Das County hat eine Fläche von 1380 Quadratkilometern, davon sind 7 Quadratkilometer (0,51 Prozent) Wasserfläche. Er ist in 14 Townships eingeteilt – Alpena, Anina, Blaine, Chery, Crow, Crow Lake, Franklin, Harmony, Logan, Marlar, Media, Pleasant, Viola und Wessington Springs – bzw. in ein unorganisiertes Territorium Dale. Jerauld County grenzt im Uhrzeigersinn an folgende Countys: Beadle County, Sanborn County, Arora County, Brule County, Buffalo County und Hand County.

## Geschichte
Das County wurde am 9. März 1883 gegründet und nach H. A. Jerauld benannt, einem Abgeordneten in der gesetzgebenden Versammlung des Dakota-Territoriums.

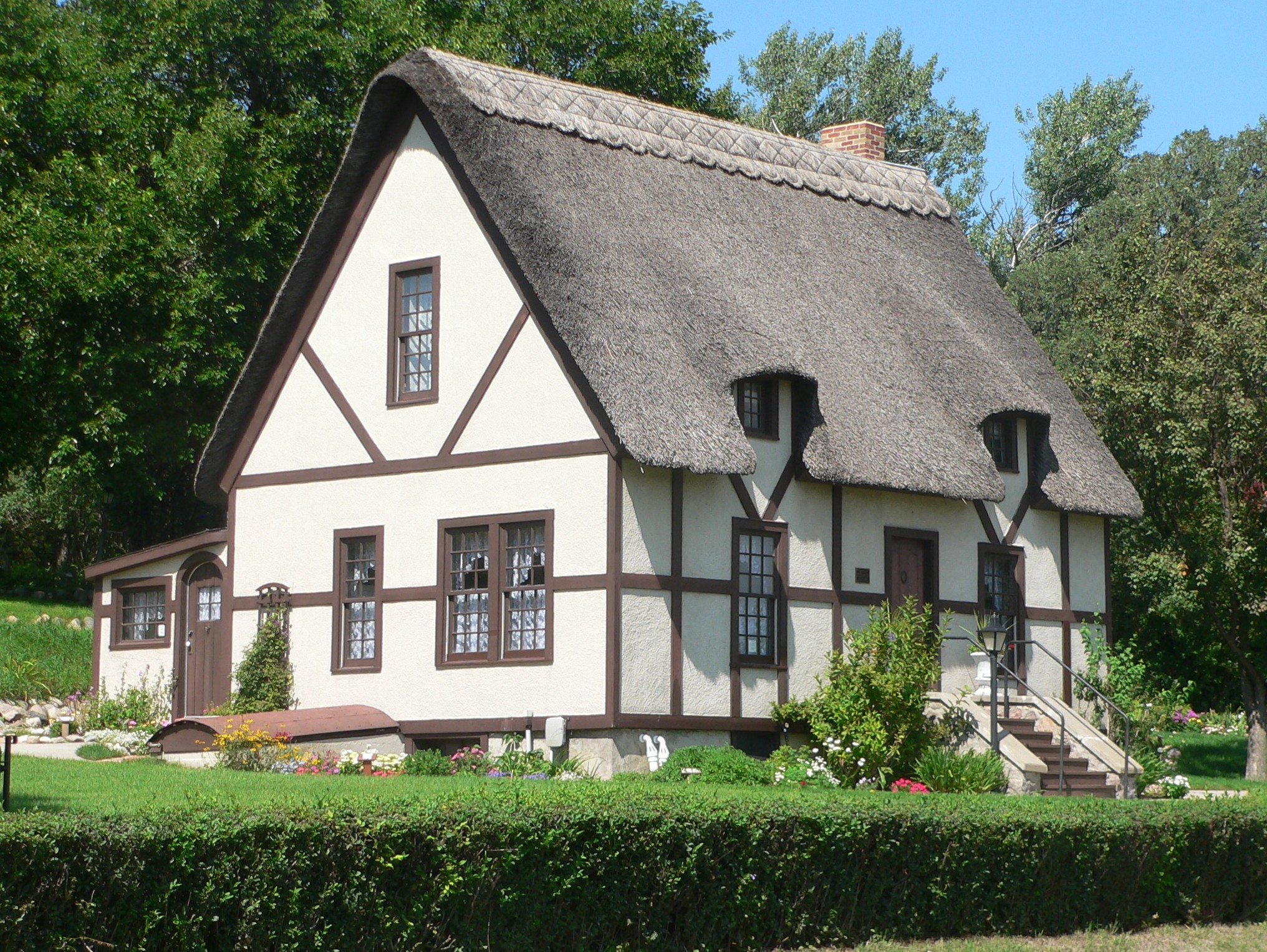
Das Shakespeare Garden and Shay House ist einer von 13 Einträgen des Countys im NRHP.

13 Bauwerke und Stätten des Countys sind im National Register of Historic Places (NRHP) eingetragen (Stand 2. August 2018).

## Bevölkerungsentwicklung

Alterspyramide

### Altersstruktur
- unter 18 = 21,4 Prozent
- 18 – 24 = 06,9 Prozent
- 25 – 44 = 19,89 Prozent
- 45 – 64 = 26,2 Prozent
- über 65 = 25,6 Prozent

## Städte und Gemeinden
Städte (cities)
- Wessington Springs

Gemeinden (towns)
- Alpena
- Lane